# Изборът на Лара
„Изборът на Лара“ (на хърватски: Larin izbor) е хърватска теленовела, създадена от Йелена Веляча.

## Сезони
| Сезон | Сезон | Начало на сезона  | Край на сезона | Епизоди | Всички епизоди | ТВ сезон    | ТВ канал |
| ----- | ----- | ----------------- | -------------- | ------- | -------------- | ----------- | -------- |
|       | 1     | 4 септември 2011  | 20 юни 2012    | 182     | 1 – 182        | 2011 – 2012 | Nova TV  |
|       | 2     | 23 септември 2012 | 3 юли 2013     | 165     | 183 – 347      | 2012 – 2013 | Nova TV  |

## Излъчване в България
| Сезон | Сезон | Начало на сезона | Край на сезона       | Епизоди | Всички епизоди | ТВ сезон       | ТВ канал     |
| ----- | ----- | ---------------- | -------------------- | ------- | -------------- | -------------- | ------------ |
|       | 1     | 28 март 2012 г.  | 17 септември 2012 г. | 122     | 1 – 122        | 2012 г.        | bTV          |
|       | 2     | 29 юли 2013 г.   | 12 юли 2015 г.       | 100     | 123 – 222      | 2013 – 2015 г. | bTV/bTV Lady |

## Сюжет
Лара учи в университета и там се запознава с любовта на живота си. Нейният приятел Яков е наследник на богато семейство, което принадлежи на елита и има силни връзки с властта. Родителите на Яков имат големи предразсъдъци за връзката на двамата млади. Напук на всеобщото неодобрение, те решават да се оженят на тайна церемония вечерта преди той да замине на дълго пътешествие по море.

## Актьорски състав
- Дорис Пинчич – Лара Божич-Златар
- Иван Херцег – Яков Златар
- Филип Юричич – Динко Билич
- Яна Милич – Леила Видич-Билич
- Еция Ойданич – Нела Златар
- Младен Вулич – Ален Дияк
- Тамара Гарбайс – Виера Дияк
- Орнела Вищица – Кармен Сага
- Стефан Капичич – Никша Иванов
- Ягода Кумрич – Николина Златар „Никол“
- Дино Рогич – Мате Шкоплянац
- Саня Вейнович – Мия Божич-Петрович
- Мария Кон – Анита Златар
- Фране Перишин – Тончи Златар
- Марк Урем – Яков Златар „Злая“
- Едита Карадьоле – Цвитка Радошич
- Хелена Булян – Кике
- Бруна Бебич-Тудор – Бланка Билич
- Мария Тадич – Лидия Билич
- Милан Щърлич – Вуксан Петрович
- Франко Яковчевич – Филип Келава
- Ана Марас – Анита
- Андрей Дойкич – Маро
- Бранимир Попович – Шимун Сантини
- Саня Попович – Далия
- Янко Попович-Воларич – Луциян Крстулович
- Карло Мръкша – Юре Шоштарич
- Ясмин Мекич – Крис Видич
- Зоран Пибичевич – Дориян Дамянович
- Мария Каран – Анастасия Попович

## В България
В България започва на 28 март 2012 г. по bTV. През лятото на 2014 г. излъчването му преминава по bTV Lady и завършва на 12 юли 2015 г. Ролите се озвучават от Петя Абаджиева, Лидия Вълкова, Ивет Лазарова, Илиян Пенев, Александър Митрев (в първи сезон) и Радослав Рачев (във втори сезон).